# Platythelys maculata
Platythelys maculata là một loài thực vật có hoa trong họ Lan. Loài này được (Hook.) Garay miêu tả khoa học đầu tiên năm 1977.